# Terapia de reidratação oral

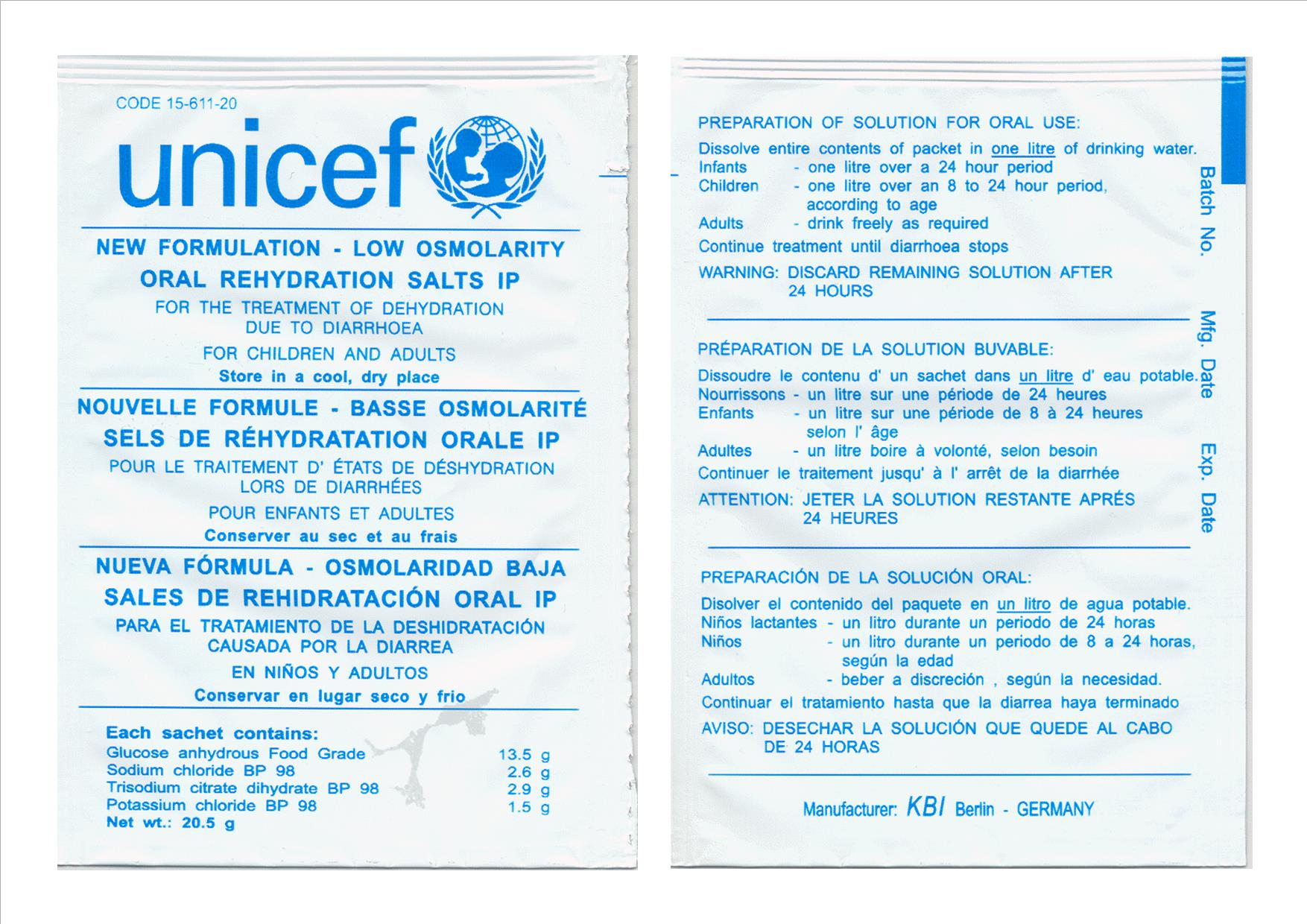
Fórmula infantil para diluir em 1L feita pela UNICEF.

Terapia de reidratação oral (TRO) ou solução para reidratar é um tipo de reposição fluida usada para prevenir e tratar desidratação, especialmente devido à diarreia ou suor excessivo. Envolve beber água com quantidades modestas de açúcar e sais minerais, especialmente sódio e potássio. A terapia de reidratação oral também pode ser administrada por sonda nasogástrica. Seu gosto é descrito como lágrimas.
A TRO não substitui a nutrição de uma refeição. Após vomitar deve-se esperar dez minutos antes de tomar outra dose lentamente. Se os vômitos são frequentes, uma via intravenosa de soro é mais indicada.
A TRO faz parte da Lista de Medicamentos Essenciais da Organização Mundial de Saúde que todos os postos de saúde devem ter. Cada saquinho deve ser dissolvido em um litro e custa por volta de um real (US$0,20).

## Fórmula
A fórmula de farmácia inclui cloreto de sódio(sal comum), citrato de sódio, cloreto de potássio e glicose. Sucralose pode ser uma alternativa a glicose e bicarbonato de sódio é uma alternativa ao citrato de sódio, quando esta não está disponível. As fórmulas infantis possuem mais potássio e menos sódio. A terapia deve incluir rotineiramente o uso de suplementos de zinco.
A receita para soro caseiro da OMS é:
- Um litro de água potável. Água de rio/lago/poço deve ser fervida ou filtrada.
- Uma colher de chá de sal (3g)
- Duas colheres de sopa ou seis colheres de chá de açúcar (18g)

Bebidas esportivas não são tão eficientes quanto o soro isotônico, mas podem ser uma opção onde não há água potável disponível.

## Dose
Crianças com desidratação leve devem tomar lentamente. Com desidratação moderada devem tomar um copo (200-400ml) depois de cada evacuação. Copos maiores em caso de diarreias mais volumosas. Exemplo: Uma criança que defeca sete vezes por dia, deve tomar sete copos de solução de reidratação oral por dia. A diarreia aguda, que dura menos de cinco dias, geralmente melhora sem necessidade de antibióticos, apenas com hidratação adequada.
Bebês desidratados que estão amamentando devem ser amamentados com mais frequência. Uma seringa sem agulha ou mamadeira pode ser usada para administrar a dose. Crianças com diarreia, e adultos também, devem ter alimentação mais frequente, para repor os nutrientes perdidos.

## Contra-indicação
Não é indicado em pessoas com consciência reduzida, nem em choque hemodinâmico nem deve atrasar uma transfusão em anemia grave. Quando a única opção é água potencialmente não segura, como água de rio, lago ou poço, é melhor usá-la do que não oferecer nenhuma água, em caso de uma desidratação moderada. Fervida ou filtrada de preferência.